# Monoclonius
Monoclonius („jediný výhonek“) je prvním historicky popsaným rodem býložravého dinosaura z čeledi Ceratopsidae, jež kulminovala obrovskými rohatými dinosaury, jakým byl např. Triceratops z konce křídy. Popsal jej paleontolog E. D. Cope v roce 1876 na základě objevu fosilií v souvrství Judith River, dnes je však tento rod většinou paleontologů považován za neplatný. Fosilie tohoto rohatého dinosaura byly objeveny také v sedimentech souvrství Livingston v Montaně.

## Popis
Stejně jako ostatní ceratopsidi byl i monoklonius (pokud je platným rodem) mohutným býložravým čtvernožcem s masivní hlavou, živícím se nízko rostoucí vegetací.

## Klasifikace
Jedinci, dříve popisovaní pod tímto rodovým jménem, jsou obvykle nedospělé (subadultní) exempláře nebo mláďata jiných ceratopsidů, jako byl Centrosaurus a Styracosaurus. Je však možné, že někteří z těchto jedinců skutečně patří mezi dosud nepopsané a tudíž vědě neznámé rohaté dinosaury.
Brachyceratops, formálně popsaný roku 1914 z Montany, může být ve skutečnosti mládětem tohoto rodu.